# Harvey Braban
Harvey Braban (1883–1943) foi um ator britânico de cinema e teatro.

## Filmografia selecionada
- The Yellow Claw (1921)
- Gwyneth of the Welsh Hills (1921)
- The Prince and the Beggarmaid (1921)
- Shirley (1922)
- Bentley's Conscience (1922)
- Diana of the Crossways (1922)
- The Loves of Mary, Queen of Scots (1923)
- The Romany (1923)
- The Great Well (1924)
- A Girl of London (1925)
- Blackmail (1929)
- Alibi (1931)
- The Girl in the Night (1931)
- The Path of Glory (1934)
- Bulldog Jack (1935)
- Keep Your Seats, Please (1936)
- Darby and Joan (1937)
- Thank Evans (1938)
- Sixty Glorious Years (1938)